# Cane primitivo
I cani primitivi costituiscono, insieme ai cani spitz, il quinto gruppo della divisione delle razze canine della Federazione cinologica internazionale (FCI).
Elenco delle razze appartenenti al 5º gruppo (cani tipo Spitz e tipo primitivo) sezione 6 tipo primitivo.
- Basenji
- Canaan dog
- Cane dei Faraoni
- Perro sin pelo del Perù
- Xoloitzcuintle

Elenco delle razze appartenenti alla sezione 7 tipo primitivo da caccia.
- Cirneco dell'Etna
- Podenco canario
- Podenco ibicenco a pelo corto
- Podenco ibicenco a pelo duro
- Podenco ibicenco
- Podenco portoghese
- Taiwan Dog
- Thai Ridgeback Dog